# エリック・カルメン

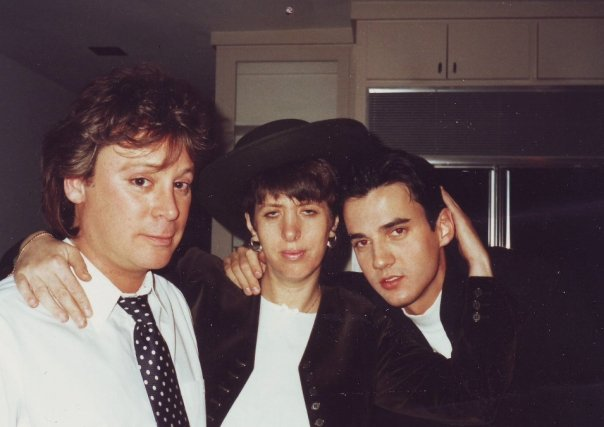
左：エリック・カルメン、中：ダイアン・ウォーレン、右：トミー・ペイジ

エリック・カルメン（Eric Carmen、本名：Eric Howard Carmen、1949年8月11日 - 2024年3月）は、アメリカのミュージシャン、アメリカのシンガーソングライターの一人である。元祖パワー・ポップバンドのラズベリーズで活動後、ソロ歌手としてセルゲイ・ラフマニノフの作品を引用したバラードでヒットを飛ばした。

## 略歴
オハイオ州クリーブランドで生まれる。幼少の頃から音楽に親しみ、3歳の時にはすでにクリーブランド研究所に登録された中で最も若い学生だった。6歳の時、叔母やクリーブランド・シンフォニー・オーケストラのヴァイオリニストからレッスンを受けた。11歳ころまで自身の歌を書きながら、ピアノを傍らにメロディ・メーカーとしての基礎を固める。また、ビートルズとローリング・ストーンズの影響でロックンロールにも目覚め、高校時代にバンドを結成。
ジョンキャロル大学に入学し、サイラス・エリーというバンドを結成（エピック・レコードからシングルをリリース）。ギタリストのウォーリー・ブライソン、友人のデイヴ・スモーリーとジム・ボンファンティと共に新たにラズベリーズを結成する。
ラズベリーズはキャピトル・レコードと契約後、「ゴー・オール・ザ・ウェイ」 がビルボード・シングル・チャートの5位まで上昇、以降「明日を生きよう」「レッツ・プリテンド」「エクスタシー」などもヒットさせる。しかし1974年、男性メンバー間の恋愛関係を原因に解散する。
1975年、アリスタ・レコードからソロ・デビュー・アルバム『サンライズ』をリリースした。収録曲からは、3作のシングルが上位にランクインすることとなる。
1976年、そのうちの「オール・バイ・マイセルフ」が全米2位の大ヒットを記録した。セルゲイ・ラフマニノフのピアノ協奏曲第2番をモチーフにしたこの曲は、途中にピアノ協奏を挟んだ7分超の長尺曲。同年の「恋にノータッチ（Never Gonna Fall in Love Again）」もまた、ラフマニノフの交響曲第2番をモチーフにした良い出来の曲だった。
1978年には世界歌謡祭のゲストで来日。翌1979年には来日公演を行った。
その後、長く低迷したが、映画『フットルース』のために書き下ろしたマイク・レノ&アン・ウィルソンの「パラダイス〜愛のテーマ (Almost Paradise... (Love Theme From Footloose))」で、1984年に作曲家としてカムバック。1987年に再び映画『ダーティ・ダンシング』への書き下ろし曲「ハングリー・アイズ (Hungry Eyes)」が全米チャート入りして歌手としてもカムバックした。
1990年代の活動においては、1998年にアルバム『夢の面影』を日本限定でリリース（2000年にアメリカ盤『I Was Born to Love You』としてリリース）するのみに留まる。
2000年に入るとリンゴ・スターと「リンゴ・スター&ヒズ・オールスター・バンド」として共にツアーに出た。
2004年11月に、31年ぶりにラズベリーズがオリジナル・メンバーで再結成。ニューヨーク・デイリー・ニュースで、年間のベスト・コンサートにラズベリーズが選ばれた。
2013年12月に15年ぶりの新曲「Brand New Year」を無料ダウンロード配信でリリース。2014年にリリースされたベスト・アルバム『エッセンシャル・エリック・カルメン』にも収録された。
2024年3月、死去。74歳没。3月11日に家族のエイミー・カーメンによる訃報がエリックのホームページに掲載された。

## ディスコグラフィ

### スタジオ・アルバム
- 『サンライズ』 - Eric Carmen (1975年、Arista)
- 『雄々しき翼』 - Boats Against the Current (1977年、Arista)
- 『チェンジ・オブ・ハート』 - Change of Heart (1978年、Arista)
- 『トゥナイト・ユア・マイン』 - Tonight You're Mine (1980年、Arista)
- 『エリック・カルメン』 - Eric Carmen (1985年、Geffen)
- 『夢の面影』 - Winter Dreams (1998年、Pioneer) ※日本以外は『I Was Born to Love You』としてリリース

### コンピレーション・アルバム
- 『ベスト・オブ・エリック・カルメン』 - The Best of Eric Carmen (1979年、Arista)
- 『オール・バイ・マイセルフ〜ベスト・オブ・エリック・カルメン』 - The Best of Eric Carmen (1988年、Arista)
- 『オール・バイ・マイセルフ〜ベスト・オブ・エリック・カルメン』 - The Definitive Collection (1997年、Arista)
- All by Myself – The Best of Eric Carmen (1999年、Collectables)
- 『エッセンシャル・エリック・カルメン』 - The Essential Eric Carmen (2014年、Arista)

### 主なシングル
- 「オール・バイ・マイセルフ」 - "All by Myself" (1975年)
- 「恋にノータッチ」 - "Never Gonna Fall in Love Again" (1976年)
- 「すてきなロックンロール」 - "That's Rock 'n' Roll" (1976年)
- 「サンライズ」 - "Sunrise" (1976年)
- 「愛をくれたあの娘」 - "She Did It" (1977年)
- 「雄々しき翼」 - "Boats Against the Current" (1977年)
- 「チェンジ・オブ・ハート」 - "Change of Heart" (1978年)
- 「二人のラブ・ウェイ」 - "Haven't We Come a Long Way" (1978年)
- 「愛を求めて」 - "Baby I Need Your Lovin'" (1978年)
- 「悲しみTOO MUCH」 - "It Hurts Too Much" (1980年)
- 「フーリン・マイセルフ」 - "Foolin' Myself" (1980年)
- 「ハングリー・アイズ」 - "Hungry Eyes" (1987年)
- 「ボーン・トゥ・ラヴ・ユー」 - "I Was Born To Love You" (1997年)
- 「過ぎゆく恋」 - "Someone That You Loved Before" (1998年)

## 日本公演
- 1980年

1月30日 北海道厚生年金会館、2月1日 京都会館、2日 フェスティバルホール、4日 愛知県勤労会館、5日 渋谷公会堂、6日,7日 中野サンプラザ、9日 神奈川県立県民ホール